# Utagawa Yoshiiku
Pour les articles homonymes, voir Utagawa.
Utagawa Yoshiiku (歌川 芳幾) (1833 - 6 février 1904), dont le nom de naissance est Yoshiiku Ochiai (芳幾 落合), est un peintre japonais de l'école Utagawa. Fils d'une propriétaire d'une maison de thé, il devient élève auprès de Utagawa Kuniyoshi. Yoshiiku est un dessinateur de  ukiyo-e et illustrateur de journaux. Il est cofondateur en 1872 du Tokyo Nichi Nichi Shinbun, un quotidien illustré.
Parmi ses estampes on note la Kokkei Wanisshi-ki (滑稽倭日史記, litt. « Archives comiques de l'histoire japonaise »), qui emploie le thème traditionnel du Hyakki Yakō à propos des actions militaire japonaises en Chine.

## Galerie

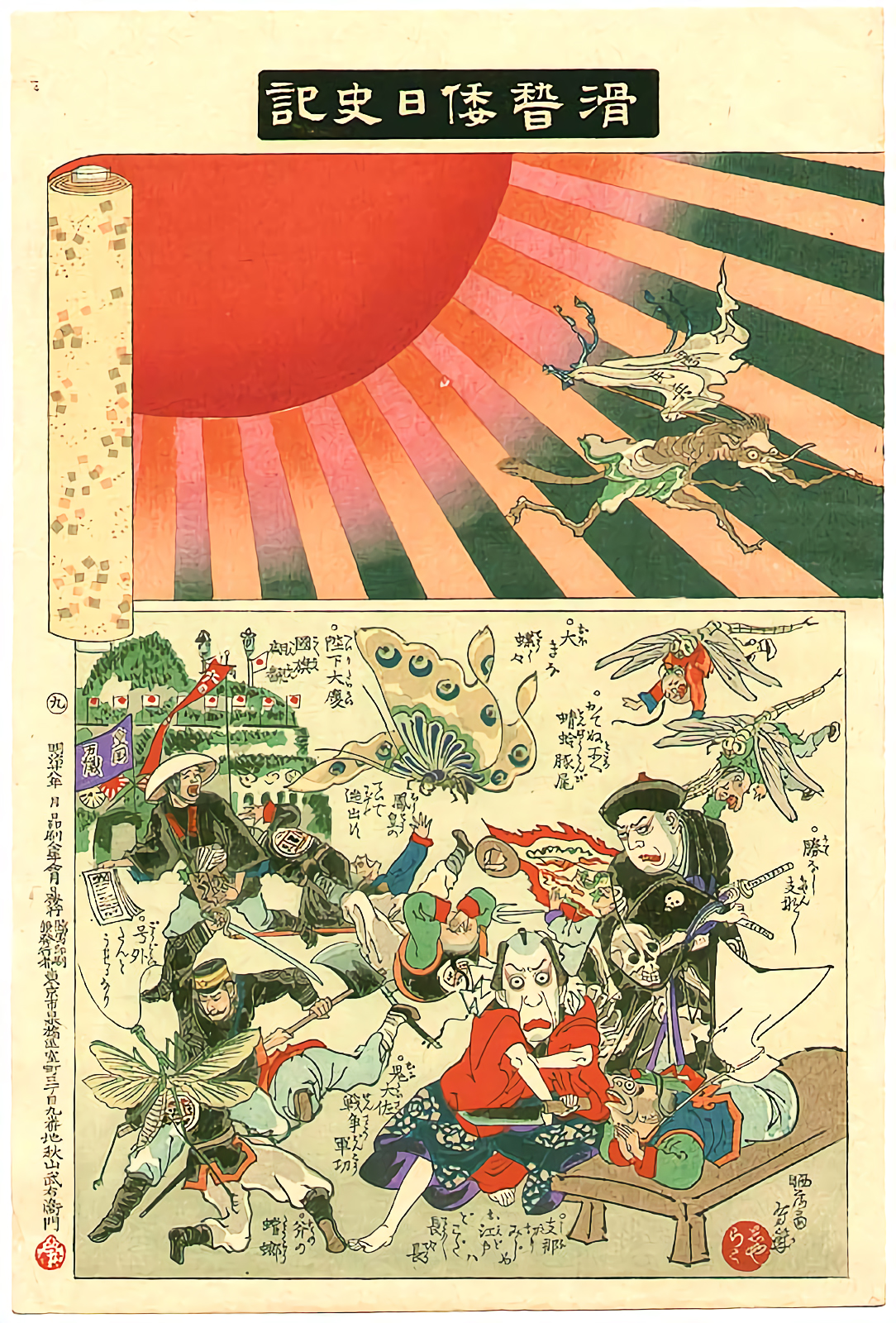
Guerre sino-chinoise, papillon et mantis priant, 1895
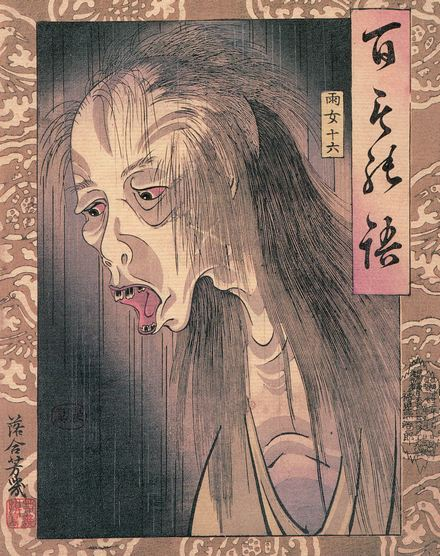
L'esprit femme de la pluie (Hyakumonogatari Ameonna), 1890
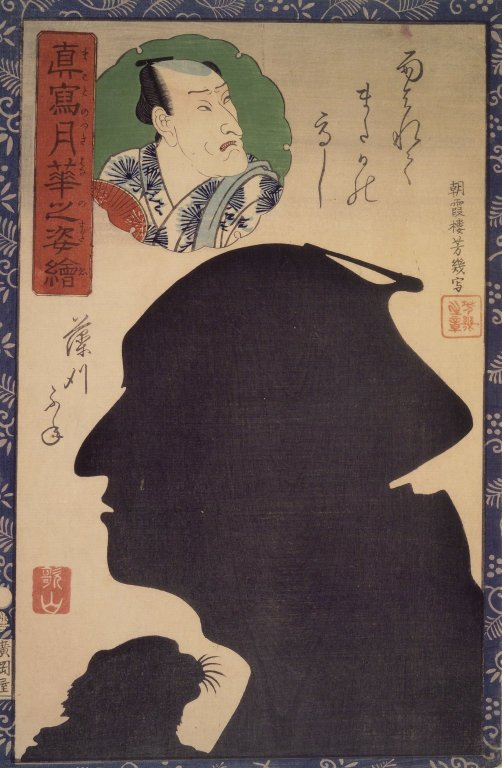
« Portraits  de véritable ressemblance sous la lueur de la Lune » (Makoto no Tsukihana no Sugata-e), c. 1845-1865. Woodblock print, 35,1 × 23 cm (13.82 × 9.06 in)